# Rio Garona

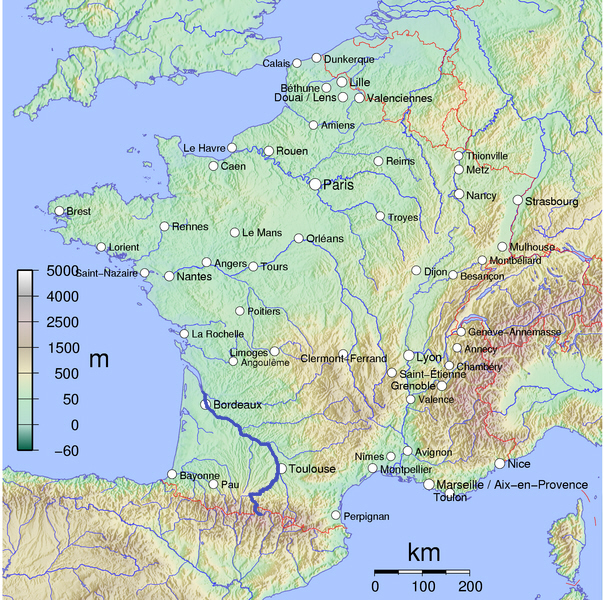
Curso do Rio Garona

O rio Garona (em castelhano:  Garona, em francês:  Garonne) é um rio que nasce nos Pirenéus, na comarca do Vale de Arán, Catalunha, Espanha e banha o sudoeste da França. Nasce a 1870 m de altitude e desagua no Oceano Atlântico no grande estuário da Gironda, que começa na cidade de Bordéus.

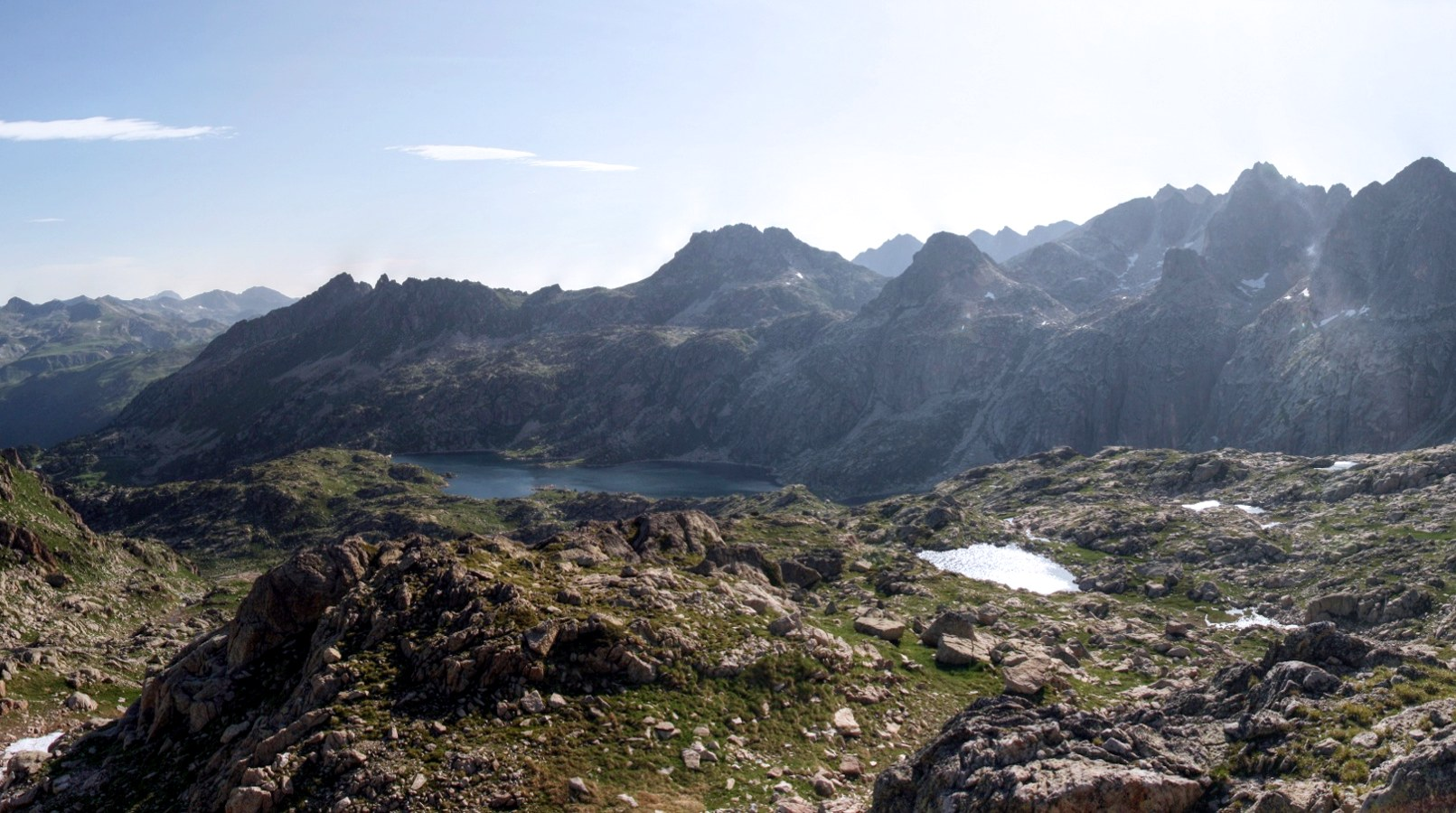
O lago Maior de Saboredo e o Pico de Saboredo, cabeceiras do Garona.

## Localidades banhadas pelo Garona
- Vale de Aran (Espanha): Vielha
- Haute-Garonne (31): Saint-Gaudens, Muret, Toulouse
- Tarn-et-Garonne (82): Castelsarrasin
- Lot-et-Garonne (47): Agen, Marmande
- Gironde(33): Langon, Bordeaux, Blaye, Le Verdon-sur-Mer
- Charente-Maritime (17): Royan